# Just 4 your Luv
「Just 4 your Luv」（ジャスト・フォー・ユア・ラヴ）は、日本の歌手・長瀬実夕の1作目のシングル。

## 概要
- 長瀬実夕のソロデビューシングル。ZONEの活動中に本名名義で発売された。
- 表題曲はテレビ朝日系列『内村プロデュース』のエンディングテーマに起用された。

## 収録曲
1. Just 4 your Luv [4:11]
作詞：長瀬実夕
作曲：林有三
編曲：U-ZO & James for Dive-E Production
2. ひとりぼっちの月 [5:00]
作詞：長瀬実夕
作曲・編曲：松浦晃久
3. miyu's chant [1:47]
作曲：James
インストゥルメンタルナンバー。
4. Just 4 your Luv -OCTOPUSSY REMIX- [4:17]
作詞：長瀬実夕
作曲：林有三
リミックス：OCTOPUSSY
表題曲のリミックスバージョン。
5. Just 4 your Luv -instrumental- [4:07]
作曲：林有三
編曲：U-ZO & James for Dive-E Production
表題曲のインストゥルメンタルバージョン。

## タイアップ
- テレビ朝日系列バラエティ番組『内村プロデュース』2004年10月-12月度エンディングテーマ (#1)